# V Liceum Ogólnokształcące im. Andrzeja Struga w Gliwicach
V Liceum Ogólnokształcące z Oddziałami Dwujęzycznymi im. Andrzeja Struga – publiczne liceum ogólnokształcące w Gliwicach.

## Informacje ogólne
Szkoła położona jest przy ulicy Górnych Wałów w dzielnicy Śródmieście w pobliżu starówki i rynku w Gliwicach.

## Historia

### Budynek

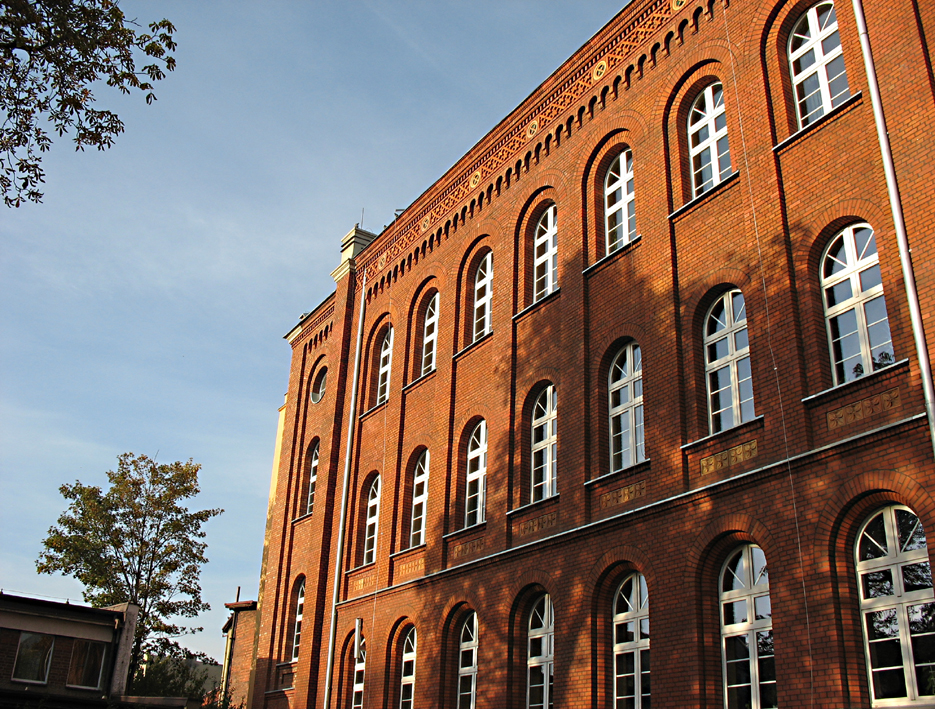
Ściana zachodnia

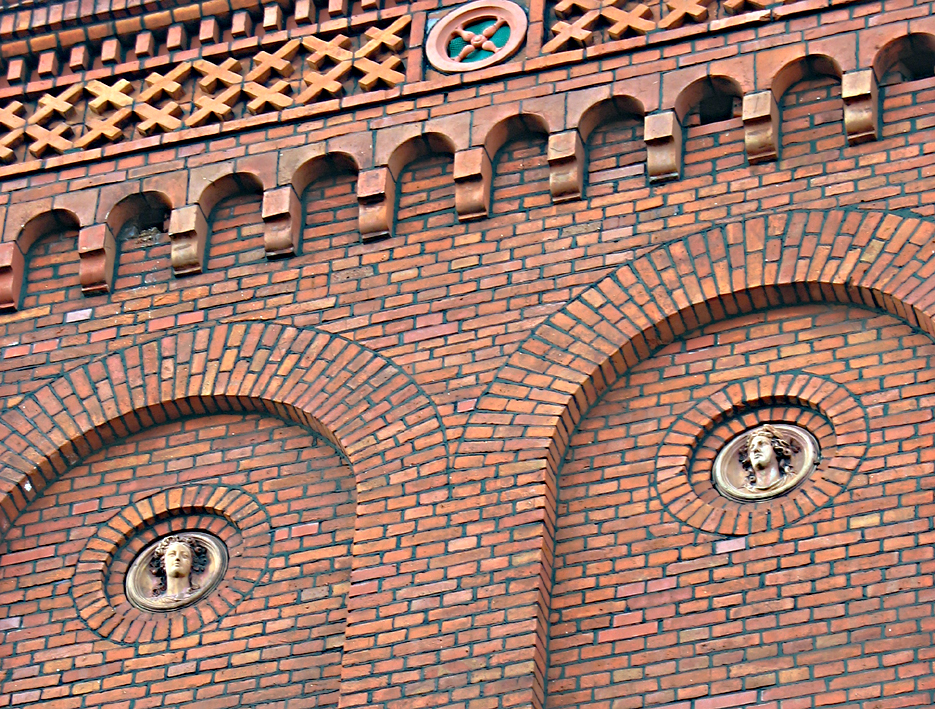
Płaskorzeźby na ścianie południowej

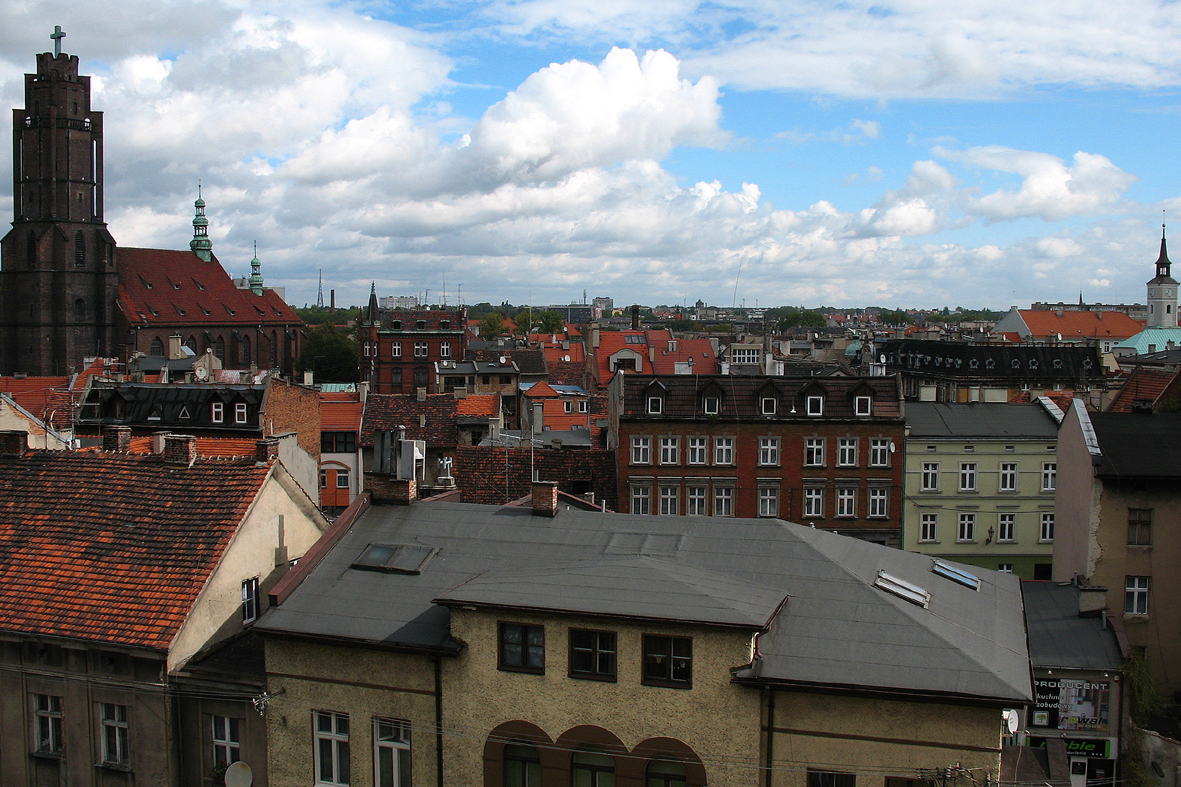
Widok na Starówkę z auli

Budynek, w którym mieści się szkoła, wybudowano w latach 1869–1870. W pierwszych latach swego istnienia mieściła się w nim Szkoła Przemysłowa oraz od 1882 roku Szkoła Realna Stopnia Licealnego (Oberrealschule). W roku 1896 Szkołę Przemysłową przekształcono w Szkołę Maszynową i Hutniczą, aby ją ostatecznie przenieść w roku 1907 do nowego budynku przy obecnej ulicy Marcina Strzody. Budynek rozbudowywano jeszcze w roku 1926 i przebudowywano po pożarze w 1935 roku. W 1937 roku szkoła otrzymała imię znanego lotnika niemieckiego z okresu I wojny światowej i nazywała się odtąd Richthofen-Ober-Schule.
W październiku 1960 roku dokonano otwarcia długo oczekiwanej, nowo dobudowanej do szkoły sali gimnastycznej.
W październiku 2006 roku zakończono renowację budynku oraz zainstalowano dekoracyjne oświetlenie.

### Liceum
Obecne Liceum Ogólnokształcące swą działalność rozpoczęło 4 maja 1945 roku. Pierwotnie w budynku szkoły mieściło się I i II Gimnazjum i Liceum Męskie oraz Gimnazjum Żeńskie. W 1948 roku utworzono Szkoły Ogólnokształcące Stopnia Licealnego – męską i żeńską. Po ich przekształceniach organizacyjnych w 1951 roku, utworzono pierwotnie w II, a następnie V Liceum Ogólnokształcące. Było to pierwsze koedukacyjne liceum w Gliwicach.
9 maja 1964 roku liceum nadano imię Andrzeja Struga. W uroczystości brała udział wdowa po pisarzu – Nelly Strugowa.
Dziś liceum szczyci się największą w Gliwicach liczbą absolwentów. W latach 1946–2007 odbyło się 61 egzaminów dojrzałości, w których maturę uzyskało ponad 8800 uczniów.
Obecnie dyrektorem liceum jest dr inż. Florian Brom, jego absolwent.

### Szkoła Rymera
Z liceum związane jest nazwisko, pełniącego ponad 20 lat (1950–1971) funkcję dyrektora Mariana Rymera, nauczyciela historii i języka angielskiego, nieocenionego nauczyciela i wychowawcy młodzieży oraz dobrego gospodarza szkoły. W czasie gdy pełnił swoją funkcję, szkoła jako jedna z pierwszych w województwie wprowadziła eksperymentalny program poszerzonego nauczania języka angielskiego. Za wyniki w pracy dydaktyczno-wychowawczej liceum zostało przyjęte do grona szkół stowarzyszonych w UNESCO.
Pamięć Dyrektora jest żywa wśród absolwentów i nauczycieli, czego wyrazem jest wykonanie tablicy pamiątkowej poświęconej Marianowi Rymerowi. Jej odsłonięcie nastąpiło w murach szkoły 13 października 2006 roku.

## Rankingi
W ogólnopolskim rankingu liceów 2014, przygotowywanym przez miesięcznik Perspektywy, V Liceum zajmuje pierwsze miejsce w Gliwicach oraz siódme w województwie śląskim.

## Znani absolwenci
Kryterium umieszczenia na tej liście danej postaci jest posiadanie przez nią biogramu w polskiej Wikipedii.
- Zdzisław Bubnicki – naukowiec, specjalista w zakresie automatyki, informatyki i robotyki
- Ryszard Chłopek – poeta, prozaik, krytyk literacki
- Jerzy Gołębiowski – profesor nauk technicznych, specjalista w zakresie elektrotechniki teoretycznej
- Leszek Jodliński – historyk sztuki, politolog, muzeolog, wydawca.
- Barbara Kałużna – aktorka
- Tadeusz Kłopotowski – biochemik, senator I kadencji
- Julian Kornhauser – poeta, prozaik, krytyk literacki, tłumacz literatury serbskiej i chorwackiej, wykładowca UJ
- Magdalena Kumorek – aktorka
- Wacław Mauberg – inżynier, pierwszy po transformacji ustrojowej niekomunistyczny Przewodniczący Rady Miejskiej w Gliwicach
- Wiesław Rozłucki – współzałożyciel warszawskiej giełdy
- Beata Rybotycka – aktorka, piosenkarka
- Krzysztof Siwczyk – poeta
- Elżbieta Starostecka – aktorka, piosenkarka
- Janusz Steinhoff – polityk, wiceprezes Rady Ministrów i minister gospodarki, poseł na Sejm X, I i III kadencji
- Ewaryst Tkacz – naukowiec, profesor nauk technicznych, specjalizujący się w inżynierii biomedycznej, przetwarzaniu sygnałów biomedycznych, biotechnologii i bioinformatyce
- Andrzej Urban – wiceminister w latach 1998–2005 w MBiGP, Główny Inspektor Nadzoru Budowlanego w latach 1998–2005
- Agnieszka Warchulska – aktorka
- Adam Zagajewski – poeta, eseista, prozaik, tłumacz, wykładowca Uniwersytetu Houston